# 镰嘴垂耳鸦
镰嘴垂耳鸦（毛利语：ˈhʉiˌa；学名：Heteralocha acutirostris），是新西兰北岛特有及灭绝的一种垂耳鸦。最后一次确切地目击到镰嘴垂耳鸦是在1907年，不过迟至1960年代初仍有可信的目击事件。
在欧洲殖民者达到新西兰前镰嘴垂耳鸦便已很罕见，它们受限于北岛东南部的鲁阿希尼、塔拉鲁瓦、雷穆塔卡以及凯马纳瓦岭。镰嘴垂耳鸦的灭绝有两个主要原因。其一是为获取它们的皮毛以制作剥制标本和它们的尾羽作为帽子饰品而泛滥的过度狩猎。其二是欧洲殖民者为农业制造牧场而对北岛低地进行广泛地森林破坏。这些森林中大部分是古老的，生态复杂的原始森林，而镰嘴垂耳鸦无法在再生次生林中生存。

## 分类和词源

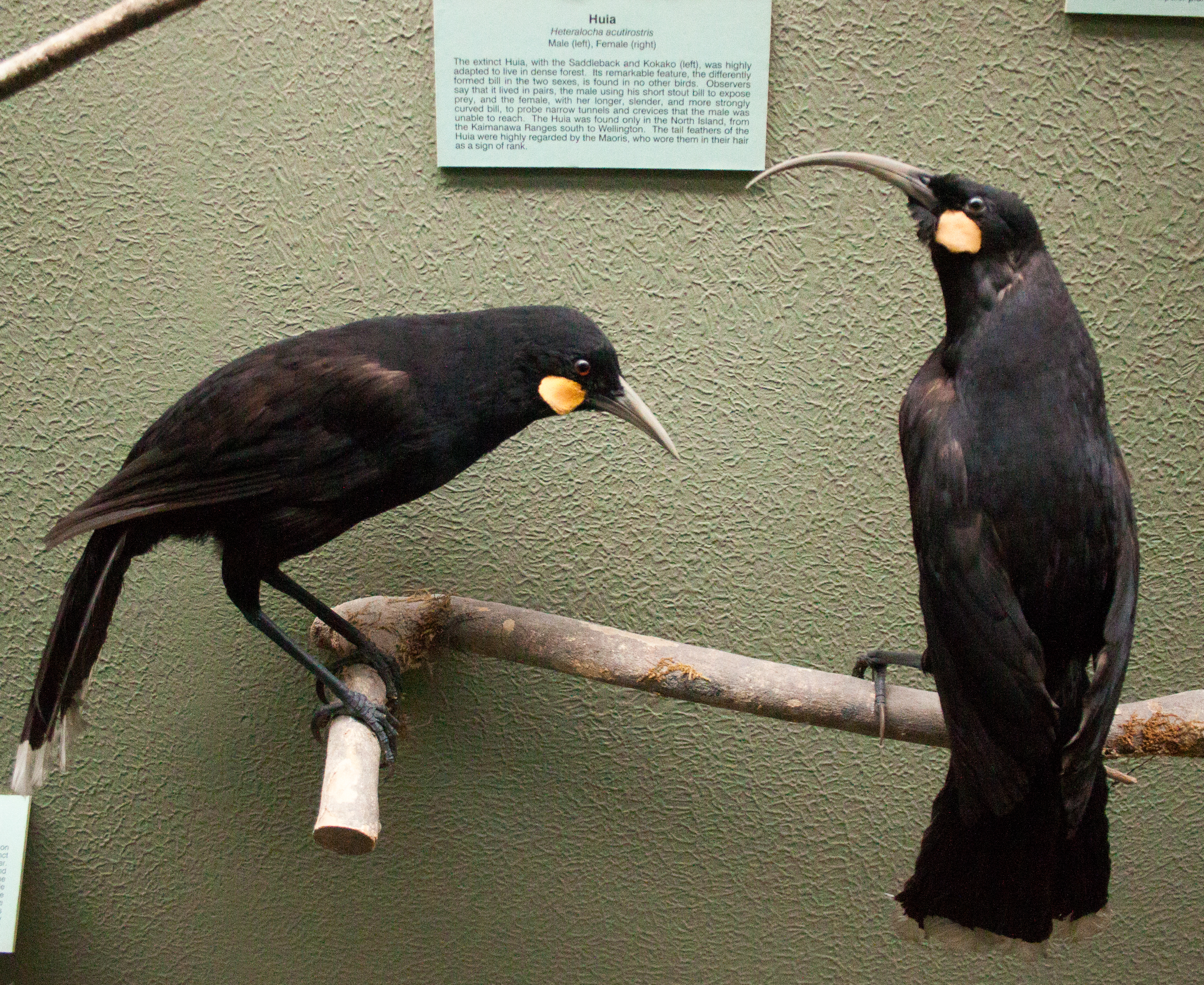
坎特伯雷博物馆中一对镰嘴垂耳鸦的剥制标本

镰嘴垂耳鸦的属名，Heteralocha，源自古希腊语中的ἕτερος（不同的）和ἄλοχος（妻子），指的是雄鸟和雌鸟间鸟喙的显著差异。它们的种加词，acutirostris，源自拉丁语中的acutus（尖锐的）和rostrum（鸟喙），指的是雌鸟的鸟喙。
英国鸟类学家约翰·古尔德于1836年将镰嘴垂耳鸦描述为两个物种：基于雌鸟标本的Neomorpha acutirostris和基于雄鸟标本的N. crassirostris。其中crassirostris源自拉丁语中的crassus（厚的，重的），指的是雄鸟较短的鸟喙。1840年，英国动物学家乔治·罗伯特·格雷提出了N. gouldii这一名称，认为古尔德的两个学名都不适用于这个物种。1850年，德国鸟类学家让·路易·卡巴尼斯用Heteralocha取代了曾作为杜鹃科下一个属名称的Neomorpha。于1888年沃尔特·劳里·布勒爵士写道：“；而Neomorpha这一名称已曾被用于鸟类学，采用卡巴尼斯博士为此提议的Heteralocha是必要的。“

## 描述

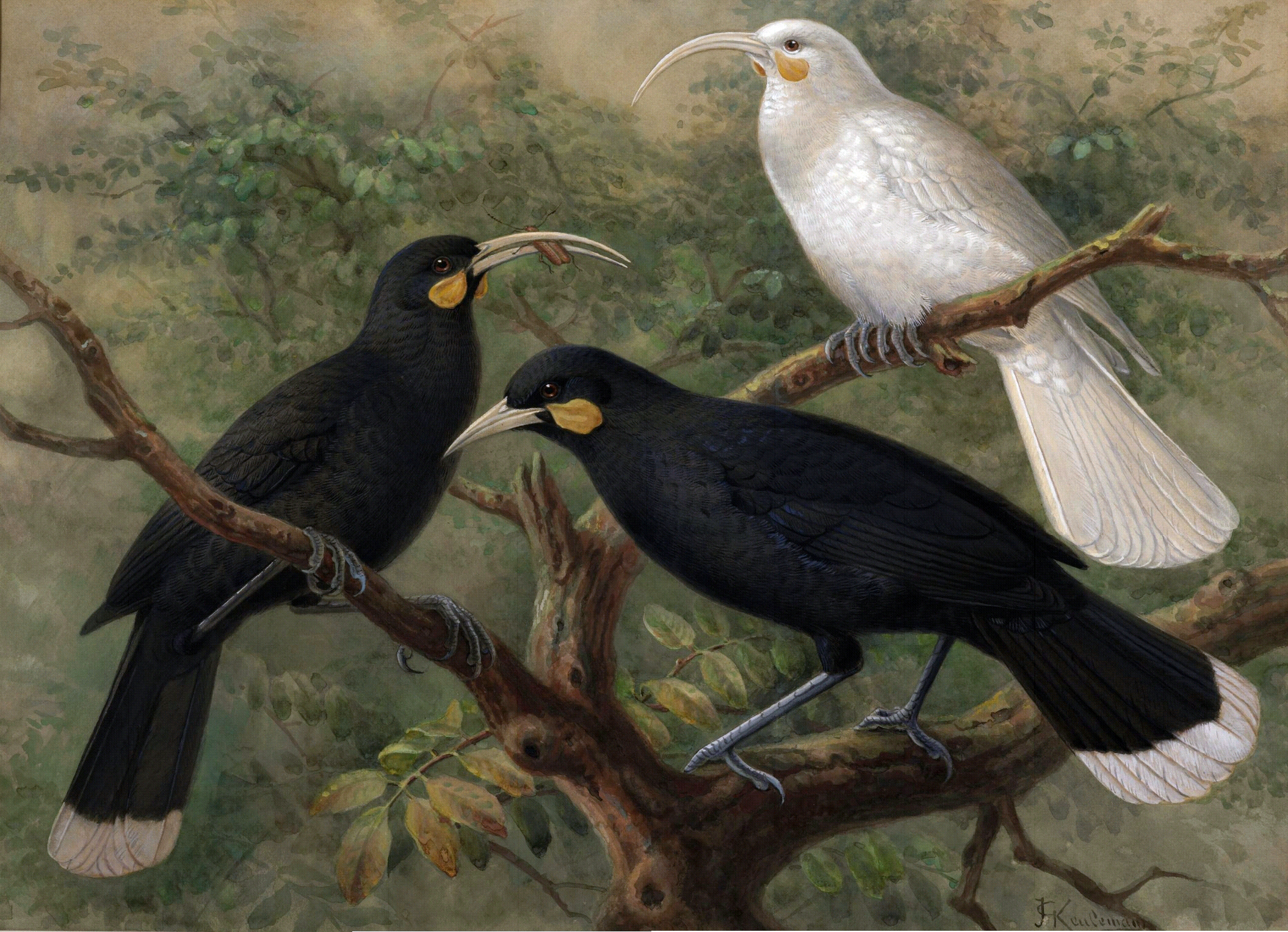
由J. G. Keulemans描绘的一只雄鸟，一只雌鸟以及一只白化的雌鸟

镰嘴垂耳鸦的两翼呈蓝黑的，颔骨和下颚之间的肉坠呈亮橙色，尾羽末端呈白色，全身羽毛呈黑色。
镰嘴垂耳鸦最大的特点是雌雄个体的喙构造有根本不同，这在已知鸟类中是独一无二的。雄鸟的喙短（一般约6厘米）而直，而雌鸟的喙长（可达10厘米）而弯，这是很显著的两性异形。雌雄嘴形各异的适应性不明，有人认为雌雄会合作取食，雄鸟凿腐木，雌鸟寻取蛴螬。
镰嘴垂耳鸦的飞行能力较差，主要依赖行走。通常是边走边发出尖叫，以确保其他同类伙伴能够跟上。1909年，一个垂耳鸦研究小组记录了人类模仿垂耳鸦的叫声。这种鸟类当地语言的名称，很可能也源自它的叫声。

## 分布及栖息地
镰嘴垂耳鸦的亚化石标本曾经在新西兰北岛发现，但是有文字记载的该鸟活体发现，仅有欧洲殖民者记录的该岛以外南部地区的发现，主要集中在雷穆塔卡岭。此外，在怀塔克雷山脉（Waitakere Ranges）许多发现该鸟的地区，经常以其名称命名。

## 生态与行为

### 觅食
鸟喙结构的两性异形使镰嘴垂耳鸦的雌鸟和雄鸟在觅食方式上有根本的不同。雄鸟主要靠它的硬喙啄开树木的表层木质以取得食物，而雌鸟则是使用长喙触及到树木较深的内部以获得食物，如藏在树木中的虫蛹等。对雄鸟头部和颈部的肌肉解剖发现，雄鸟可以将嘴插入腐朽的树木内，靠张嘴将其裂开。垂耳鸦的主要食物包括，昆虫及虫蛹、蜘蛛和小浆果。
镰嘴垂耳鸦为一夫一妻制，一般理解，雌雄个体喙结构的不同可为两性间相互协作共同觅食带来很大便利，鸟类研究学家Buller曾将两只雌雄镰嘴垂耳鸦捕获后进行研究，也大致得出了这种结论，以至于后来很多报告都援引观点，几乎成定论。但事实上，镰嘴垂耳鸦的觅食行为上，并不存在显著的异性间的相互协作现象，因为对两只个体在人工饲养条件下进行研究，鸟类间觅食的竞争力将大大降低，其获得的结果并不准确，而在自然界真实的生存环境中，觅食上的竞争也有利于整个物种获得更广阔的觅食空间和更强的生存能力。

### 繁殖
垂耳鸦的繁殖季节为早夏，它们会筑建一个茶托形的窝，一般直径35厘米左右，每次会产下2至4枚三四厘米左右的蛋。

### 共生与寄生
一种名为Rallicola extinctus的虱毛目长角羽虱科物种仅已知寄生于镰嘴垂耳鸦中，且显然地已与宿主共同灭绝。

## 绝灭

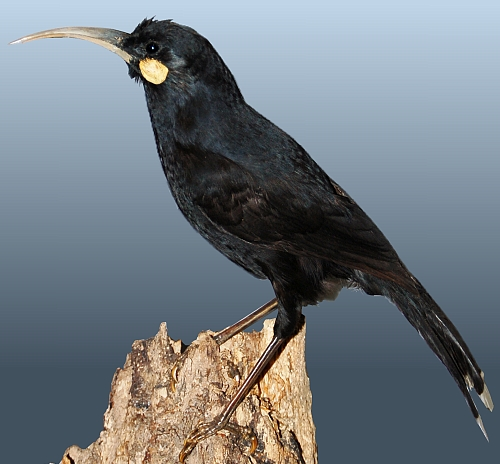
镰嘴垂耳鸦标本， 收藏于威斯巴登博物馆

包括沃尔特·布勒在内的少数几位自然学家曾提出，这种鸟类在欧洲殖民者到达之前已经灭亡。但多数观点，包括较为权威的世界自然保护联盟发布的濒危物种红色名录中，也明确镰嘴垂耳鸦绝灭于1907年，即意味着殖民者到来之后。
新西兰当地土著毛利人的首领喜欢佩戴垂耳鸦带有白边的黑色尾翎，用以显示自己的地位，毛利人也将其视为宝贵的财富。在殖民者进入后，这种羽毛后来成为新西兰白人女性象征社会地位的饰物。因此，垂耳鸦长期受到捕捉。
镰嘴垂耳鸦的逃生能力较差，只要模仿它们的叫声，将它们吸引至附近，便很容易将其捕获。1888年，一只由11名当地毛利人组成的队伍，曾在玛纳瓦图峡谷（Manawatu Gorge）和阿基修（Akitio）之间的森林中获得了646张垂耳鸦的外皮。1892年2月，当地政府下令禁止逮捕垂耳鸦，但是禁令的执行并不认真，大量的垂耳鸦仍继续遭到捕杀。1901年，英国当时的约克公爵，即后来的乔治五世到访新西兰，在他戴过一件镰嘴垂耳鸦尾翎做成的帽子之后，一时间，整个社会狂热地推崇镰嘴垂耳鸦的羽毛，甚至一根羽毛曾达到1英镑的价格。当时的新西兰总督兰夫利伯爵五世Uchter（Uchter Knox, 5th Earl of Ranfurly）曾尝试针对镰嘴垂耳鸦进行更严格的法律保护，但还没有具体实施，镰嘴垂耳鸦便已经灭绝了。最后一次可信的发现发生在1907年12月28日，此后没有多久，这个物种就被宣告绝灭。
此后，有熟悉此种鸟的人曾报告1922年12月28日，在新西兰惠灵顿约克湾（York bay）伊斯特本小镇（Eastbourne）后面的高兰山谷（Gollans valley）中发现过镰嘴垂耳鸦。而此前，也已经有报告显示该地区曾多次发现此鸟（1912年和1913年有多次报道），这片区域长有大量山毛榉和罗汉松科的树木，是镰嘴垂耳鸦理想的生活环境，但遗憾的是，惠灵顿博物馆派出自然学家对该地区进行考查，却未发现任何线索。

## 扩展阅读
- Gill, B.; Martinson, P. . Auckland: Random Century. 1991. ISBN 978-1-86941-147-3.
- Lambert, D.M.; Shepherd, L.D.; Huynen, L.; Beans-Picón, G.; Walter, G.H.; Millar, C.D. Cordaux, Richard , 编. . PLoS ONE. 2009, 4 (11): e8019. Bibcode:2009PLoSO...4.8019L. PMC 2777306 . PMID 19946368. doi:10.1371/journal.pone.0008019.
- Monson, Clark S. . Pacific Studies. 2005, 28 (1/2): 68–93  [2019-11-13]. ISSN 0275-3596. （原始内容存档于2012-04-15）.